# يورغن هالبر
يورغن هالبر (بالألمانية: Jürgen Halper)‏ هو مدرب كرة قدم ولاعب كرة قدم نمساوي في مركز الوسط، ولد في 17 نوفمبر 1974 في النمسا. لعب مع نادي فلوريدسدورفر ‏.

## وصلات خارجية
- يورغن هالبر على موقع قاعدة بيانات كرة القدم.إي يو (الإنجليزية)
- يورغن هالبر على موقع عالم كرة القدم.نت (الإنجليزية)